# 稲見哲行
稲見 哲行（いなみ てつゆき、1999年4月5日 - ）は、栃木県出身のプロサッカー選手。Jリーグ・東京ヴェルディ所属。ポジションはミッドフィールダー（MF）。

## 略歴
矢板中央高校では1年次と3年次に全国高等学校サッカー選手権大会に出場。3年次の第96回大会ではチームメイトの松井蓮之とともに大会優秀選手に選ばれている。高校卒業後は明治大学に進学（同期に岡庭愁人、加藤蓮、杉浦文哉）。
2021年7月9日、2022年シーズンからの東京ヴェルディ1969加入内定、並びに特別指定選手承認が発表された。2か月後には同期の加藤も東京ヴェルディ1969に加入することが発表され、2人はプロでもチームメイトになることとなった。
2023年、第16節の栃木SC戦でプロ初得点を決めた。

## 所属クラブ
- 喜連川SC Jr
- AS栃木bom de bola
- 矢板中央高校
- 明治大学
  - 2021年7月 - 同年9月[7]  東京ヴェルディ1969（特別指定選手）
- 2022年 -   東京ヴェルディ1969

## 個人成績
| 国内大会個人成績 | 国内大会個人成績 | 国内大会個人成績 | 国内大会個人成績 | 国内大会個人成績 | 国内大会個人成績 | 国内大会個人成績 | 国内大会個人成績 | 国内大会個人成績 | 国内大会個人成績 | 国内大会個人成績 | 国内大会個人成績 |
| 年度             | クラブ           | 背番号           | リーグ           | リーグ戦         | リーグ戦         | リーグ杯         | リーグ杯         | オープン杯       | オープン杯       | 期間通算         | 期間通算         |
| 年度             | クラブ           | 背番号           | リーグ           | 出場             | 得点             | 出場             | 得点             | 出場             | 得点             | 出場             | 得点             |
| 日本             | 日本             | 日本             | 日本             | リーグ戦         | リーグ戦         | リーグ杯         | リーグ杯         | 天皇杯           | 天皇杯           | 期間通算         | 期間通算         |
| ---------------- | ---------------- | ---------------- | ---------------- | ---------------- | ---------------- | ---------------- | ---------------- | ---------------- | ---------------- | ---------------- | ---------------- |
| 2022             | 東京V            | 25               | J2               | 12               | 0                | -                | -                | 2                | 0                | 14               | 0                |
| 2023             | 東京V            | 25               | J2               | 28               | 4                | -                | -                | 0                | 0                | 28               | 4                |
| 2024             | 東京V            | 17               | J1               | 23               | 0                | 1                | 0                | 1                | 0                | 25               | 0                |
| 2025             | 東京V            | 17               | J1               |                  |                  |                  |                  |                  |                  |                  |                  |
| 通算             | 日本             | 日本             | J1               | 23               | 0                | 1                | 0                | 1                | 0                | 25               | 0                |
| 通算             | 日本             | 日本             | J2               | 40               | 4                | -                | -                | 2                | 0                | 42               | 4                |
| 総通算           | 総通算           | 総通算           | 総通算           | 63               | 4                | 1                | 0                | 3                | 0                | 67               | 4                |

- 2021年　特別指定選手としての公式戦出場無し

出場歴
- Jリーグ初出場 - 2022年7月10日 J2第26節 大宮アルディージャ戦 (NACK5スタジアム大宮)
- Jリーグ初得点 - 2023年5月17日 J2第16節 栃木SC戦 (カンセキスタジアムとちぎ)
- その他の公式戦
  - 2023年 J1昇格プレーオフ 2試合0得点

## 選抜歴
- 2018年　日本高校選抜[8]
- 2018年　U-19大学選抜EAST[9]
- 2019年　U-20全日本大学選抜[10]
- 2021年　関東B・北信越選抜[11]

## タイトル

### クラブ
明治大学
- 総理大臣杯全日本大学サッカートーナメント：1回（2019年）
- 関東大学サッカーリーグ戦：2回（2019年, 2020年）
- 全日本大学サッカー選手権大会：1回（2019年）

### 代表
U-19大学選抜EAST
- アジア大学サッカートーナメント: 2018[12]

### 個人
- 全国高等学校サッカー選手権大会・優秀選手: 2017